# 84012 Deluise
84012 Deluise è un asteroide della fascia principale. Scoperto nel 2002, presenta un'orbita caratterizzata da un semiasse maggiore pari a 2,2212398 au e da un'eccentricità di 0,1528260, inclinata di 3,72995° rispetto all'eclittica.
L'asteroide è dedicato all'astronomo italiano Fiore De Luise.